# Monteverde (Italie)
Pour les articles homonymes, voir Monteverde.
Monteverde est une commune de la province d'Avellino dans la Campanie en Italie.

## Administration
| Période                                  | Période  | Identité            | Étiquette                  | Qualité |
| ---------------------------------------- | -------- | ------------------- | -------------------------- | ------- |
| 30 mai 2006                              | En cours | Francesco Ricciardi | Insieme Reg. Valle d'Aosta |         |
| Les données manquantes sont à compléter. |          |                     |                            |         |

### Communes limitrophes
Aquilonia, Lacedonia, Melfi